# Класс Понтрягина
Класс Понтрягина — характеристический класс, определенный для вещественных векторных расслоений. Понятие введено в 1947 году советским математиком Л. С. Понтрягиным. 
Для векторного расслоения {\displaystyle \xi } с базой {\displaystyle B} классы Понтрягина обозначаются символом {\displaystyle p_{i}(\xi )\in H^{4i}(B)} и полагаются равными
{\displaystyle p_{i}(\xi )=(-1)^{i}c_{2i}(\xi \otimes \mathbb {C} )},
где {\displaystyle \xi \otimes \mathbb {C} } — комплексификация расслоения {\displaystyle \xi }, a {\displaystyle c_{i}} — классы Черна.
Полным классом Понтрягина называется неоднородный характеристический класс
{\displaystyle p(\xi )=1+p_{1}(\xi )+p_{2}(\xi )+\dots }.
Если {\displaystyle B} — гладкое многообразие и расслоение {\displaystyle \xi } явно не указывается, то предполагается что {\displaystyle \xi } есть касательное расслоение {\displaystyle B}.

## Свойства
- Через классы Понтрягина выражаются L-класс Хирцебруха и {\displaystyle {\hat {A}}}-класс.
- Если {\displaystyle \xi }, {\displaystyle \eta } — два вещественных векторных расслоения над общей базой, то класс когомологий 
    {\displaystyle p(\xi \oplus \eta )-p(\xi )p(\eta )}  имеет порядок не больше двух.
  - В частности, если кольцо коэффициентов содержит 1/2, то выполняется равенство
    {\displaystyle p(\xi \oplus \eta )=p(\xi )p(\eta )}.
- Классы Понтрягина с рациональными коэффициентами двух гомеоморфных многообразий совпадают (теорема С. П. Новикова)
  - Известен пример, показывающий, что целочисленные классы Понтрягина не являются топологическими инвариантами.
- Для 2k-мерного расслоения {\displaystyle \xi } справедливо равенство
    {\displaystyle p_{k}(\xi )=e(\xi )^{2},}
где {\displaystyle e(\xi )} обозначает класс Эйлера[англ.].